# Mauro Gambetti
Mauro Gambetti, né le 27 octobre 1965 à Castel San Pietro Terme en Italie, est un prêtre italien de l'Église catholique. Membre de l’ordre des Frères mineurs conventuels depuis 1992, il occupe des postes de haut rang dans son ordre depuis 2009 et sert comme custode du Sacro Convento d'Assise depuis 2013. Il est créé cardinal en novembre 2020.

## Biographie
Mauro Gambetti est né à Castel San Pietro Terme, en Italie, le 27 octobre 1965. Il a obtenu un diplôme en génie mécanique de l'Université de Bologne. Il a rejoint l'ordre des Frères mineurs conventuels en septembre 1992 et a prononcé ses vœux perpétuels le 20 septembre 1998.
Il a obtenu un baccalauréat en théologie à l'Institut théologique d'Assise et une licence en anthropologie théologique à la Faculté théologique d'Italie centrale de Florence. Il a été ordonné prêtre le 8 janvier 2000 à Longiano. Animateur du ministère de la jeunesse et de la vocation pour l'Émilie-Romagne, il est aussi, de 2005 à 2009, animateur de sa communauté religieuse.
Au printemps 2009, les membres de la province de Bologne, qui ont la responsabilité des couvents des Frères mineurs conventuels d'Émilie-Romagne, l'ont élu à un mandat de quatre ans comme supérieur. Il a occupé cette position jusqu’au 22 février 2013 lorsque la direction de l’ordre l’a nommé à la tête de la garde générale du Sacro Convento de Saint François à Assise pour un mandat de quatre ans de 2013 à 2017, avec le titre de supérieur général.
En même temps, l’évêque d’Assise, Domenico Sorrentino, l’a nommé vicaire épiscopal pour le soin pastoral de la basilique Saint-François d'Assise et d’autres lieux de culte dirigés par les Frères mineurs conventuels dans ce diocèse. Il a été confirmé pour un autre mandat en tant que custode en 2017.
De 2009 à 2013, il a également été président de la Conférence italienne des ministres supérieurs (CISM) pour l’Émilie-Romagne et vice-président de la Conférence interméditerranéenne des ministres provinciaux (CIMP). Depuis 2010, il est assistant régional de l’Ordre franciscain séculaire (OFS) pour l'Émilie-Romagne. Il a été élu président de la Fédération interméditerranéenne des ministres provinciaux des Frères mineurs conventuels en septembre 2017.
Le 25 octobre 2020, le pape François annonce qu’il l'élèvera au rang de cardinal lors du consistoire prévu pour le 28 novembre 2020. Mauro Gambetti sera le premier franciscain conventuel à devenir cardinal depuis 1861,,.
Le 30 octobre, il reçoit le siège titulaire de Thisiduo avec la dignité d'archevêque, à titre personnel, conformément au motu proprio Cum gravissima, qui établit que tous les cardinaux doivent par règle être ordonnés évêques. Il reçoit la consécration épiscopale le 22 novembre prochain, à la basilique de San Francesco à Assise, par imposition des mains du cardinal Agostino Vallini, légat papal pour les basiliques de San Francesco et Santa Maria degli Angeli, assisté des co-consécrateurs Domenico Sorrentino (it), archevêque-évêque d'Assise-Nocera Umbra-Gualdo Tadino et Giovanni Mosciatti (it), évêque d'Imola.
Le 20 février 2021, il est nommé archiprêtre de la basilique Saint-Pierre de Rome, succédant ainsi au cardinal Angelo Comastri,.
Le 2 juin 2023, le pape François l'a nommé juge à la Cour de cassation de l'État de la Cité du Vatican, à compter du 1er janvier 2024.

## Succession apostolique
Mauro Gambetti a ordonné les évêques suivants :
- Cardinal Fortunato Frezza (2022)